# 10 Rockefeller Plaza
10 Rockefeller Plaza (anteriormente Eastern Air Lines Building y Holland House ) es un edificio de 16 pisos ubicado en Rockefeller Plaza entre las calles 48 y 49 en Midtown Manhattan, Nueva York (Estados Unidos). Terminado en 1940, el edificio es parte del Rockefeller Center y fue construido en estilo art déco.

## Arquitectura

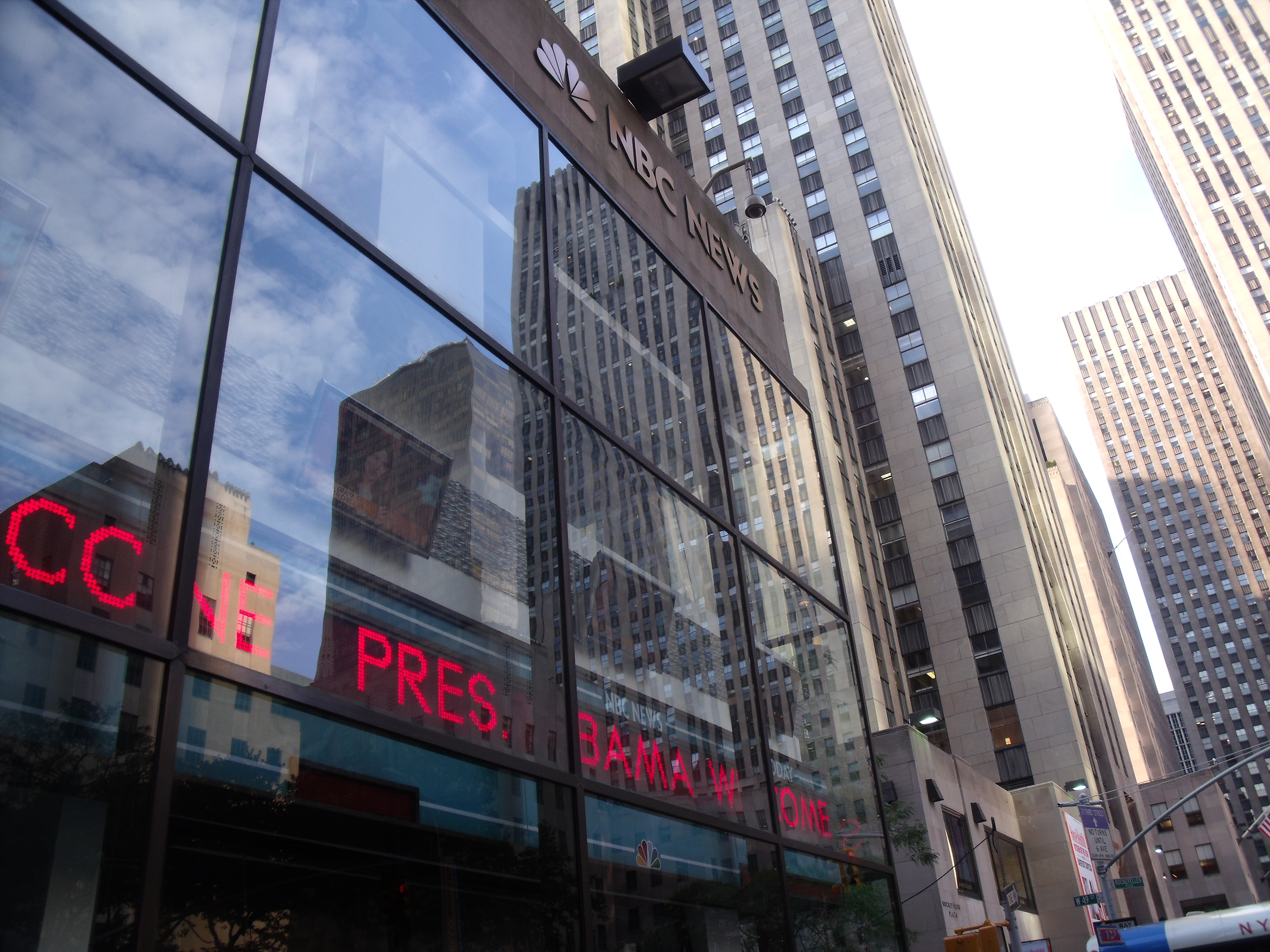
Studio 1A, sede de NBC Nightly News y Today

10 Rockefeller Plaza está ubicado en el lado oeste de Rockefeller Plaza entre las calles 48 y 49. Su nombre de planificación era Holland House, pero el gobierno holandés no firmó, por lo que el edificio se convirtió en Eastern Air Lines Building en su lugar.

### Forma y fachada
10 Rockefeller se construyó como una losa de 16 pisos, básicamente una versión en miniatura de 1 Rockefeller Plaza al otro lado de la calle. A diferencia de los otros edificios, no hay relieves o tallas exteriores en 10 Rockefeller Plaza.
Los cuatro pisos más bajos están diseñados como escaparates. Hay alas comerciales con fachada de vidrio de cuatro pisos de altura al norte y al sur, que contrastan con el diseño del resto del complejo. El ala norte contiene una esquina redondeada de estilo moderno en Rockefeller Plaza y 48th Street. En lugar de un portal de entrada de piedra caliza, 10 Rockefeller tenía un portal de vidrio con un gran mural en la pared del vestíbulo detrás de él. El diseño del espacio comercial con cara de vidrio se consideró "desconcertante" para los minoristas, y el espacio permaneció sin uso hasta al menos la década de 1950.
Los 12 pisos superiores contienen oficinas. Hay un contratiempo en la fachada, similar al de 1 Rockefeller Plaza.

### Características
El vestíbulo incluye una escalera que se curva hacia la explanada comercial debajo de todo el complejo del Rockefeller Center. 10 Rockefeller Plaza contiene un mural, La historia del transporte, creado por Dean Cornwell en 1946. Este mural está colocado en la pared oeste del vestíbulo. El mural se compone de tres partes: "Vuelo Nocturno", "Unidad del Nuevo Mundo" y "Vuelo Diurno". La pieza representa aviones y dioses volando de noche; medios de transporte históricos como el barco de vapor y el tren de vapor; y el auto de carrera de Rickenbacker, entre otras cosas. Está texturizado con pan de oro y plata, que respectivamente proporcionan un contraste entre los motivos "terrestres" y "aéreos".
Como se estipula en los planos originales, el edificio también contiene un garaje de estacionamiento de seis pisos con 800 plazas, accesible desde la calle 48. Los garajes en los edificios de oficinas de la ciudad de Nueva York estaban prohibidos por la ley de zonificación de 1916 hasta que se modificó en 1935. Como resultado, 10 Rockefeller contenía el primer garaje de la ciudad de Nueva York en un edificio de oficinas, y el diseño del garaje de 10 Rockefeller era único en el área. Hay un salón para propietarios de automóviles, un área recreativa para choferes y postes de fuego de bronce para que los asistentes accedan rápidamente al garaje.
Existe un jardín en la azotea en el tercer piso, sobre el garaje y el espacio comercial. Hay dos niveles más de jardines en el quinto y sexto piso. Los inquilinos modernos notables incluyen los estudios para los programas Today y Nightly News de NBC y, desde 2005, la tienda Nintendo New York.

## Desarrollo
El Rockefeller Center ocupa tres cuadras en el centro de Manhattan delimitado por las avenidas Quinta y Sexta al este y al oeste, entre la calle 48 al sur y la calle 51 al norte. En los primeros planes para la construcción del Rockefeller Center, se suponía que el sitio de 10 Rockefeller Plaza había sido ocupado por una casa para la Ópera Metropolitana. El teatro de ópera planificado se canceló en diciembre de 1929 debido a varios problemas, y John D. Rockefeller Jr. negoció con Radio Corporation of America (RCA) y sus subsidiarias, National Broadcasting Company (NBC) y Radio-Keith-Orpheum (RKO), para construir un complejo de entretenimiento de medios masivos en el sitio. En mayo de 1930, RCA y sus afiliados acordaron desarrollar el sitio. La mayor parte del complejo se completó en 1936. Rockefeller Center Inc. solo necesitaba desarrollar tres terrenos vacíos en medio de los bloques norte y sur del complejo.
Se necesitaba desarrollar la parcela final en el bloque más al sur y se estaban considerando varios inquilinos. En la primavera de 1937, los gerentes del centro se acercaron al gobierno holandés para una posible "Casa de Holanda" de 16 pisos en la parte este de la parcela. Un estacionamiento de seis pisos llenaría el espacio difícil de arrendar en los tres pisos más bajos del edificio, así como en los tres sótanos. El gobierno holandés no entró en el acuerdo debido a problemas internos, sobre todo la invasión de los Países Bajos de Hitler. Sin embargo, los gerentes del Rockefeller Center ya estaban en negociaciones con Eastern Air Lines, cuyo director ejecutivo, Eddie Rickenbacker, firmaría un contrato de arrendamiento en junio de 1940. El gobierno holandés se mudó a oficinas temporales en el International Building.
La excavación comenzó en octubre de 1938 y el edificio se completó en abril de 1939. Tras la finalización del edificio Eastern Air Lines, el gobierno holandés trasladó sus oficinas en el exilio al nuevo edificio. La nueva estructura era única por su fachada inferior envuelta en vidrio y la falta de arte sobre sus puertas. Aunque el complejo en sí se terminó en noviembre de 1939, el edificio de Eastern Air Lines no se completó oficialmente hasta su inauguración en octubre de 1940.